# Kaintuck
Kaintuck est un film muet américain réalisé par Hal Reid et sorti en 1912.

## Fiche technique
- Réalisation : Hal Reid
- Scénario : Wallace Reid
- Date de sortie :  États-Unis : 8 juin 1912

## Distribution
- Wallace Reid : l'artiste
- Gertrude Robinson : Sue
- Robert Taber : Kaintuck
- Virginia Westbrook : Dora